# تامي هانسن غريدي
تامي هانسن غريدي (بالإنجليزية: Tammy Hansen Grady)‏ هي عارضة وممثلة أمريكية، ولدت في 29 سبتمبر 1970 في لوس أنجلوس في الولايات المتحدة.

## وصلات خارجية
- تامي هانسن غريدي على موقع IMDb (الإنجليزية)
- تامي هانسن غريدي على موقع روتن توميتوز (الإنجليزية)
- تامي هانسن غريدي على موقع ميوزك برينز (الإنجليزية)
- تامي هانسن غريدي على موقع قاعدة بيانات الفيلم (الإنجليزية)